# Samuel Enderby Junior
Pour les articles homonymes, voir Enderby.
Samuel Enderby Junior, né en 1756 à Londres où il est mort en 1829, est un armateur britannique.

## Biographie
Fils de Samuel Enderby, père de Charles Enderby qui lui succédera à la tête de la société de pêche à la baleine Samuel Enderby & Sons (en), il organise et parraine avec lui, de 1820 à 1839, de nombreuses expéditions en Antarctique dont celle de John Biscoe en 1822 dont ils sont les propriétaires des navires Tuba et Lively.
En 1820, avec son partenaire, l'homme d'affaires Alexander Champion, il obtient que ses baleiniers soient autorisés à prendre des provisions pour la colonie de la Nouvelle-Galles du Sud afin de concurrencer les marchands américains. Il envoie des cargaisons qui atteignent Sydney Cove en mai 1801. Son ami le gouverneur Philip Gidley King a joué un rôle déterminant dans la facilitation des activités de chasse à la baleine et de commerce de la société Enderby.

## Hommages
- En 1806, le capitaine Abraham Bristow, découvreur des îles Auckland, donne son nom à l'île Enderby[1].
- Au chapitre 100 de Moby-Dick d'Herman Melville, le Pequod rencontre un navire de pêche londonien nommé le Samuel Enderby[2]
- Jules Verne le mentionne avec son fils dans son roman Le Sphinx des glaces (partie 1, chapitre VIII)[3].